# Dictyophara iracina
Dictyophara iracina är en insektsart som beskrevs av Dlabola 1989. Dictyophara iracina ingår i släktet Dictyophara och familjen Dictyopharidae. Inga underarter finns listade i Catalogue of Life.